# Спенсер Джонс (лунный кратер)
Кратер Спенсер Джонс (лат. Spencer Jones) — большой ударный кратер в экваториальной области обратной стороны Луны. Название присвоено в честь английского астронома Гарольда Спенсер Джонса (1890—1960) и утверждено Международным астрономическим союзом в 1970 г. Образование кратера относится к раннеимбрийскому периоду.

## Описание кратера

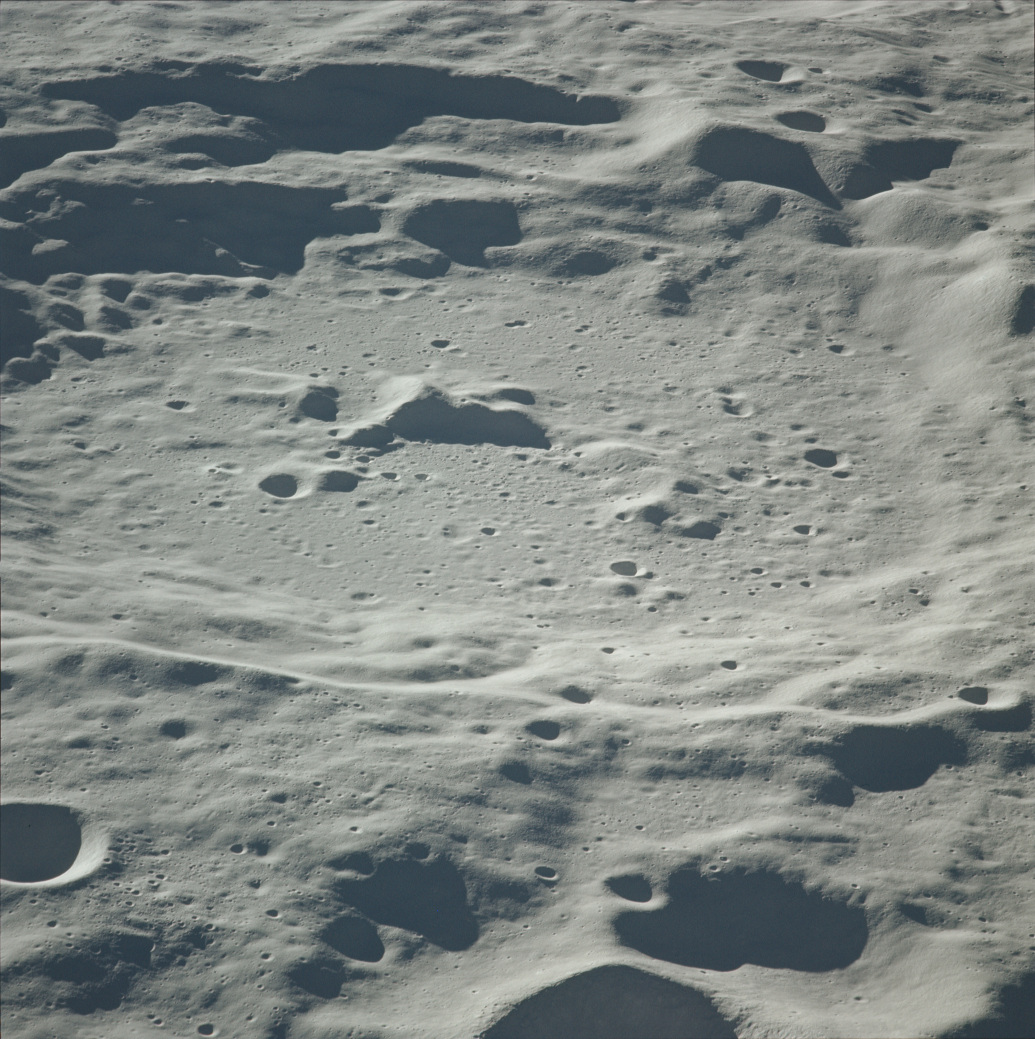
Снимок кратера с борта Аполлона-16.

Ближайшими соседями кратера являются кратер Ван Гент на западе-северо-западе; кратер Цернике на севере-северо-востоке; кратер Андерсон на востоке-северо-востоке; кратер Шаронов на востоке и кратер Папалекси на юго-западе. Селенографические координаты центра кратера 13°04′ с. ш. 165°50′ в. д. / 13,06° с. ш. 165,84° в. д., диаметр 88.2 км, глубина 2,8 км.
Кратер Спенсер Джонс имеет полигональную форму и умеренно разрушен. Вал с несколько сглаженной, но четко очерченной кромкой, на юге имеет седлообразное понижение, к юго-западной оконечности вала примыкает сателлитный кратер Спенсер Джонс Q. Внутренний склон вала террасовидной структуры. Высота вала над окружающей местностью достигает 1390 м, объем кратера составляет приблизительно 6800 км³. Дно чаши кратера сравнительно ровное, за исключением более пересеченных северо-восточной и юго-западной части. В центре чаши расположен небольшой трехлучевой хребет, вокруг него находятся несколько отдельно стоящих пиков.

## Сателлитные кратеры
| Спенсер Джонс | Координаты                                              | Диаметр, км |
| ------------- | ------------------------------------------------------- | ----------- |
| H             | 11°56′ с. ш. 168°07′ в. д. / 11,93° с. ш. 168,12° в. д. | 14,9        |
| J             | 9°38′ с. ш. 168°16′ в. д. / 9,64° с. ш. 168,27° в. д.   | 12,9        |
| K             | 10°21′ с. ш. 167°18′ в. д. / 10,35° с. ш. 167,3° в. д.  | 27,5        |
| Q             | 11°44′ с. ш. 164°47′ в. д. / 11,73° с. ш. 164,79° в. д. | 15,1        |
| W             | 14°56′ с. ш. 163°32′ в. д. / 14,94° с. ш. 163,53° в. д. | 53,5        |

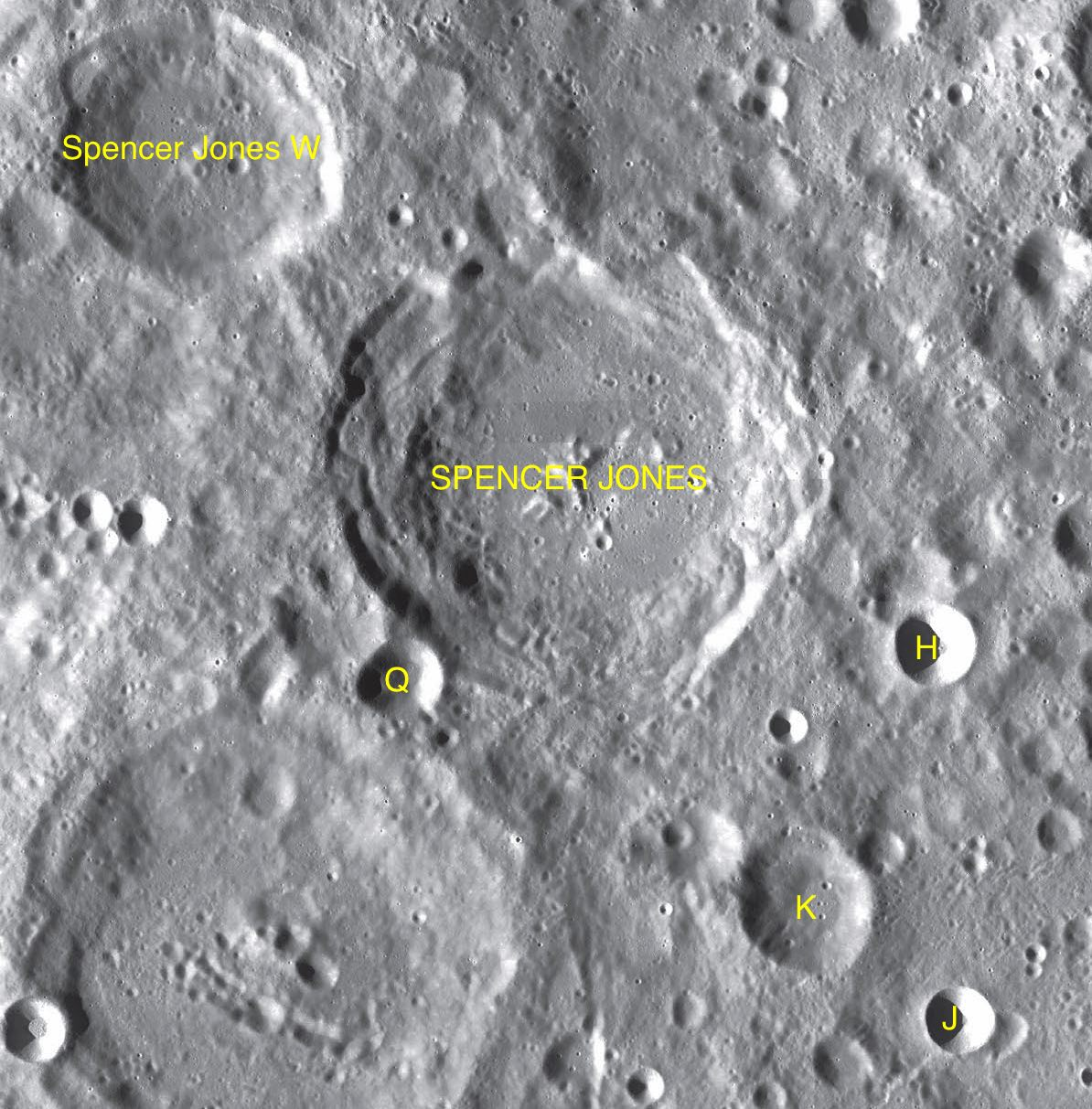
Фрагмент карты LAC-67.

- Образование сателлитного кратера Спенсер Джонс W относится к нектарскому периоду[1].